# 시그마 (록맨 X)
시그마(SIGMA, シグマ, Σ)는 록맨 X에 나오는 등장인물으로, 작중 최종 보스. 성우는 무기 히토.

## 소개
전(前) 이레귤러 헌터 제17 정예 부대 대장.(록맨X5에서의 설정) 닥터 케인이 엑스의 보디를 카피해서 만들었다. 헌터시절 때는 죽을 뻔한 엑스를 구해주기도 했지만 인간과 레프리로이드가 공존하는 것을 못마땅하게 여겨 자신을 따르는 무리들과 함께 이레귤러가 되어 반란을 일으킨다. 눈가의 상처는 엑스에 의해 생겨났다. 엑스와 제로의 영원한 숙적. 항상 시그마 바이러스로 죽어도 계속 살아난다. 숙주만 있다면 얼마든지 살아날 수 있으며, 록맨 X 시리즈의 최종 보스 자리를 맡고 있다. X8에서는 최종 보스에서 물러났으며, X8과 커맨드 미션을 제외한 X 시리즈의 라스트 보스.엑스의 보디를 본따서 만든 레프리로이드라고 한다. 원래는 이레귤러 헌터였으나, 반란을 초래. 엑스의 숙적.

## 약점
시리즈별 약점은 록맨 X1에서 1차 형태는 일렉트릭 스파크, 2차 형태는 롤링 쉴드
- 록맨 X2에서 1차 형태는 소닉 오스트리그의 소닉 슬라이서, 2차 형태는 와이어 헤티말의 스트라이크 체인
- 록맨 X3에서 1차 형태는 스피닝 블레이드
- 록맨 X4에서 1차 형태는 라이징파이어/용염인, 2차 형태는 라이트닝 웹/낙봉파, 3차 형태는 두가지 종류의 시그마가 나오는데 총을 들고 있는 거너 시그마는 소울 보디/용염인, 거대한 머리로 된 어스 시그마는 그라운드 헌터/질풍아/빙열참
- 록맨 X5에서 1차 형태는 트라이 선더/전인, 2차 형태는 스파이크 로프/쌍환몽
- 록맨 X6에서 1차 형태는 애로우 레이/메탈 앵커/낙강인, 2차 형태는 그라운드 대시/마그마 블레이드/원수참/선추참